# Kolsh (Alessio)
Kolsh è una frazione del comune di Alessio in Albania (prefettura di Alessio).
Fino alla riforma amministrativa del 2015 era comune autonomo, dopo la riforma è stato accorpato, insieme agli ex-comuni di Balldren i Ri, Blinisht, Dajç, Kallmet, Shëngjin, Shënkoll, Ungrej e Zejmen a costituire la municipalità di Alessio.

## Località
Il comune era formato dall'insieme delle seguenti località:
- Kolsh
- Gjash
- Kacinar
- Palalej
- Lalm
- Vele
- Manati
- Gryke
- Barbulloj